# Pedro Julio Sánchez
Pedro Julio Sánchez (né le 8 avril 1940) est un coureur cycliste colombien. Actif dans les années 1960 et 1970, il a notamment remporté le Tour de Colombie en 1968. Cette année-là, il représente la Colombie aux Jeux olympiques, où il prend la trentième place de la course en ligne.

## Palmarès
- 1962
  - 6e étape du Tour de Colombie
- 1966
  -  Médaillé d'or du contre-la-montre par équipes aux Jeux d'Amérique centrale et des Caraïbes (avec Martín Emilio Rodríguez, Javier Amado Suárez et Carlos Montoya Arias)
  - 4e de la course en ligne des Jeux d'Amérique centrale et des Caraïbes
- 1967
  - 4e étape du Tour de Colombie
- 1968
  - Tour de Colombie : 
    - Classement général
    - 15e étape
- 1969
  - 11e et 16e étapes du Tour de Colombie
- 1971
  - 10e étape du Tour de Colombie

## Résultats sur les championnats

### Jeux olympiques
- Tokyo 1964 :
  - 21e du 100 km par équipes (avec Rubén Darío Gómez, Pablo Enrique Hernández (es) et Javier Suárez (es))[1],[2].
- Mexico 1968 :
  - 30e de la course en ligne[3].

### Championnats du monde amateurs
- Montevideo 1968 :
  - 18e de la course en ligne[4].
  - 8e du 100 km par équipes (avec Severo Hernández (en), Miguel Samacá et Álvaro Pachón)[5].

### Jeux d'Amérique centrale et des Caraïbes
- San Juan 1966 : 
  -  Vainqueur de la course en ligne par équipes (avec Martín Emilio Rodríguez, Javier Suárez et Carlos Montoya (es))[6].